# Nazionale maschile di rugby a 13 delle Isole Cook
La nazionale di rugby a 13 delle Isole Cook è la selezione che rappresenta le Isole Cook a livello internazionale nel rugby a 13. Il suo debutto risale al 1986 in occasione della partita di Pacific Cup vinta 22-8 contro Niue.
Nel 2000 le Isole Cook hanno debuttato nella Coppa del Mondo di rugby a 13, in totale hanno collezionato due partecipazioni a questa competizione mondiale non riuscendo mai a superare la fase a gironi.

## Palmarès
- Pacific Rim Championship: 1

2004